# Gymnoleon rhodesicus
Gymnoleon rhodesicus is een insect uit de familie van de mierenleeuwen (Myrmeleontidae), die tot de orde netvleugeligen (Neuroptera) behoort. 
Gymnoleon rhodesicus is voor het eerst wetenschappelijk beschreven door Navás in 1913.